# Myrmarachne jacksoni
Myrmarachne jacksoni este o specie de păianjeni din genul Myrmarachne, familia Salticidae, descrisă de Prószynski, Deeleman-reinhold în anul 2010. Conform Catalogue of Life specia Myrmarachne jacksoni nu are subspecii cunoscute.